# Myrmarachne debilis
Myrmarachne debilis là một loài nhện trong họ Salticidae.
Loài này thuộc chi Myrmarachne. Myrmarachne debilis được Tord Tamerlan Teodor Thorell miêu tả năm 1890.